# Medalha Militar de Longo Serviço (Wehrmacht)

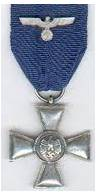

A Medalha Militar de Longo Serviço da Wehrmacht (em alemão:  Wehrmacht-Dienstauszeichnung) foi uma condecoração militar durante a Alemanha Nazi, atribuída a militares depois de terem passado vários anos ao serviço das Forças Armadas. A 16 de Março de 1936, Adolf Hitler ordenou a criação de condecorações por anos de serviço em quatro classes.
Cada ramo da Wehrmacht (exército, marinha e força aérea) tinham as suas versões desta medalha. A condecoração era atribuída aos quatro anos de serviço (4ª Classe), 12 anos (3ª Classe), 18 anos (2ª Classe) e 25 anos (1ª Classe). Uma outra classe foi atribuída em 1939 para aqueles que completavam mais de 40 anos ao serviço das forças armadas.
O professor Dr. Richard Klein criou o design das medalhas.
Esta condecoração tinha em atenção os militares que haviam serviço as forças armadas durante o período entreguerras, durante a Primeira Guerra Mundial, e mesmo antes de 1914, pelo que várias medalhas de 40 anos foram atribuídas apesar de o III Reich apenas ter durado 12 anos.

## SS
As SS também tinham a sua versão da medalha, que atribuía aos seus militares e aos seus policias da mesma maneira que as forças armadas.

## Partido Nazi e Policia
O Partido Nazi e a Policia Alemã também tinham a sua própria versão da medalha. A medalha de Longo Serviço pela NSDAP era atribuída aos 10 anos, 15 e 25. Já a policia, condecorava nos mesmos moldes que as forças armadas.